# 大花伊犁黄耆
大花伊犁黄耆（学名：Astragalus iliensis var. macrostephanus）为豆科黄耆属下的一个变种。

## 扩展阅读
- 維基物種上的相關：大花伊犁黄耆